# Harrisonia abyssinica
Harrisonia abyssinica är en vinruteväxtart som beskrevs av Oliver. Harrisonia abyssinica ingår i släktet Harrisonia och familjen vinruteväxter. Inga underarter finns listade i Catalogue of Life.